# Bécs díszpolgárainak listája
A Bécs díszpolgára cím (hivatalos német megnevezése: Ehrenbürgerrecht; magyarul: díszpolgári jog) a legmagasabb kitüntetés, melyet Bécs városa kiemelkedő személyek részére adományoz.
A díszpolgári címet 1839 óta, az akkori polgármester, Ignaz Czapka javaslatára  a „Díszpolgárok könyvébe” (Ehrenbürgerbuch) is bevezetik. A korábbi kitüntetetteket utólag jegyezték be, egyes díszpolgárokat azonban kifelejtettek belőle. A címmel együtt a kitüntetett személyek egy „Díszpolgári Oklevelet” (Ehrenbürgerdiplom) is kapnak. A bécsi díszpolgári cím visszavonható.
Az 1930 és 1946 közötti időszakban a díszpolgári címet nem adományozták.
A Bécs tiszteletbeli polgára cím a díszpolgári cím után következő kitüntetésnek számít.

## Bécs díszpolgárai
A lista az odaítélés időpontja szerint sorolja fel a személyeket, az átadás időpontja Á-val jelölve.

### 18. század (1701–1800)
- Francis Rawdon (1797. február 14.)
- Friedrich Ernst Graf Marschall (1797. február 14.)
- Gottfried van Swieten (1797. február 14.)
- Ferdinand Friedrich August von Württemberg (1797. május 17.)
- Jakob Freiherr von Wöber (1797. május 17.)
- Franz Josef Graf Saurau (1797. május 17.)
- Joseph Graf Pergen (1797. május 30.)
- Prokop Graf Lazansky von Bukowa (1797. május 30.)
- Joseph Karl Graf Dietrichstein (1797. május 30.)
- Johann Ferdinand Graf Kuefstein (1797. május 30.)
- Johann Baptist von Lampi (1799. június 18.)

### 19. század (1801–1900)

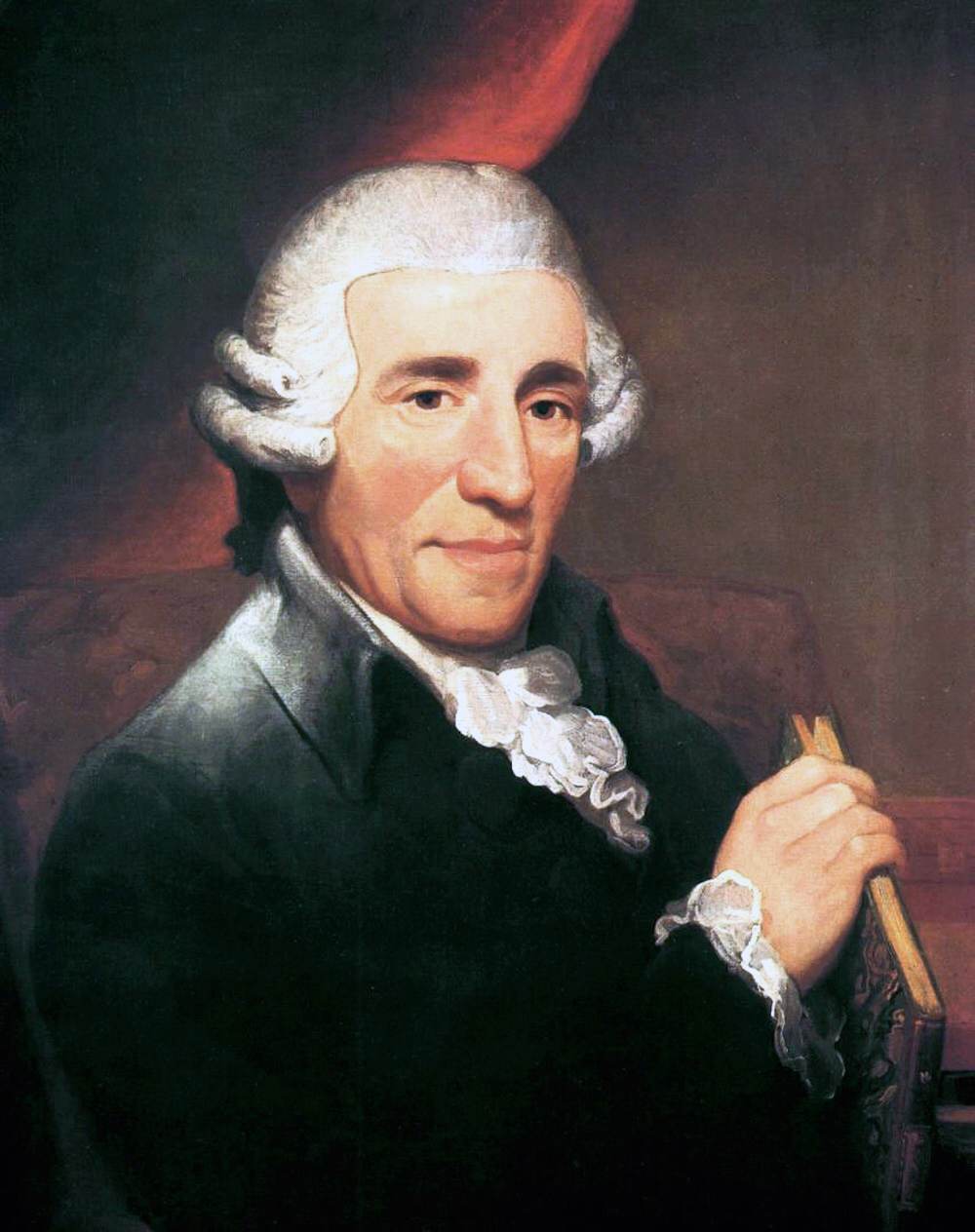
Joseph Haydn 1804-ben lett Bécs díszpolgára

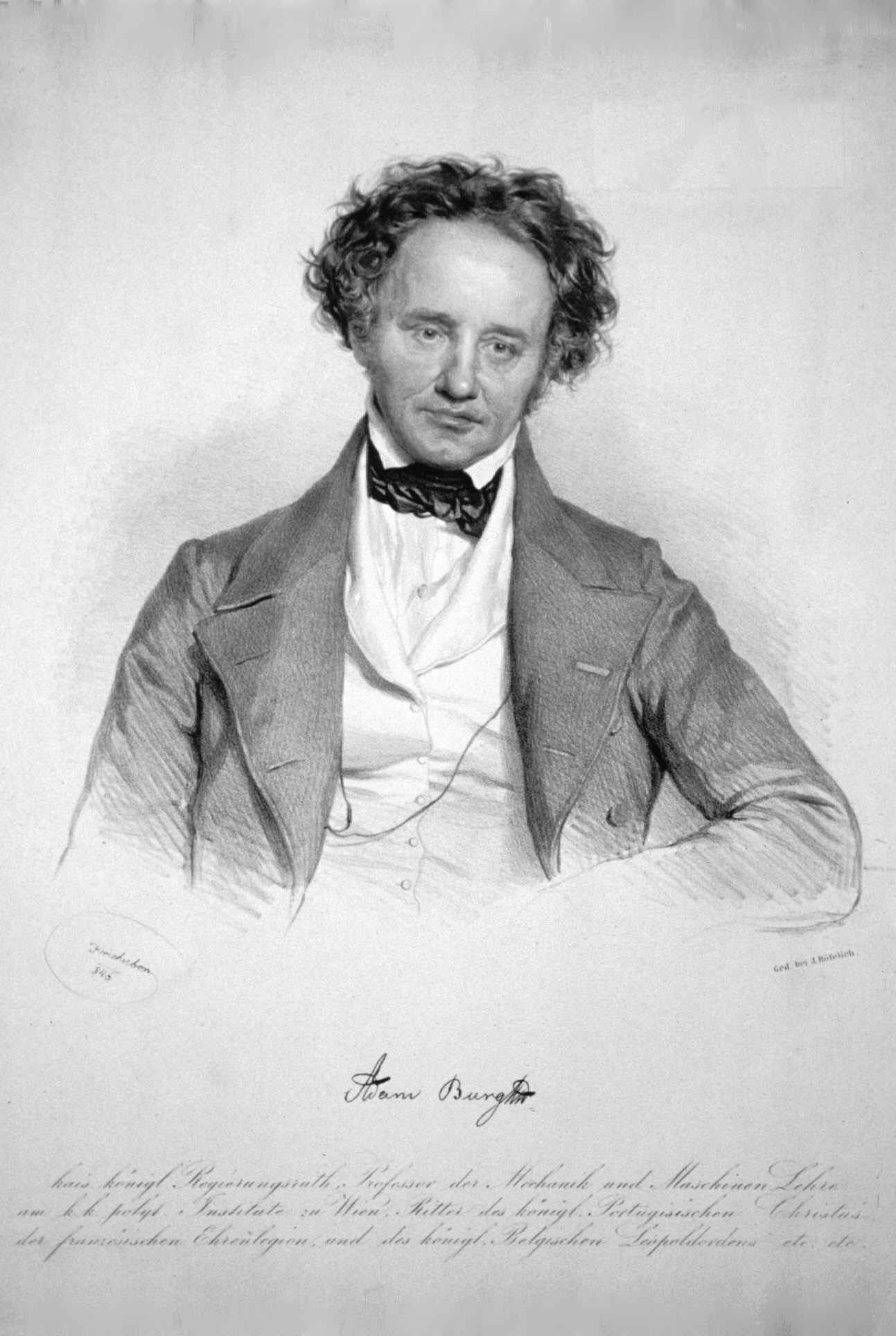
Adam Burg 1847-ben lett díszpolgár

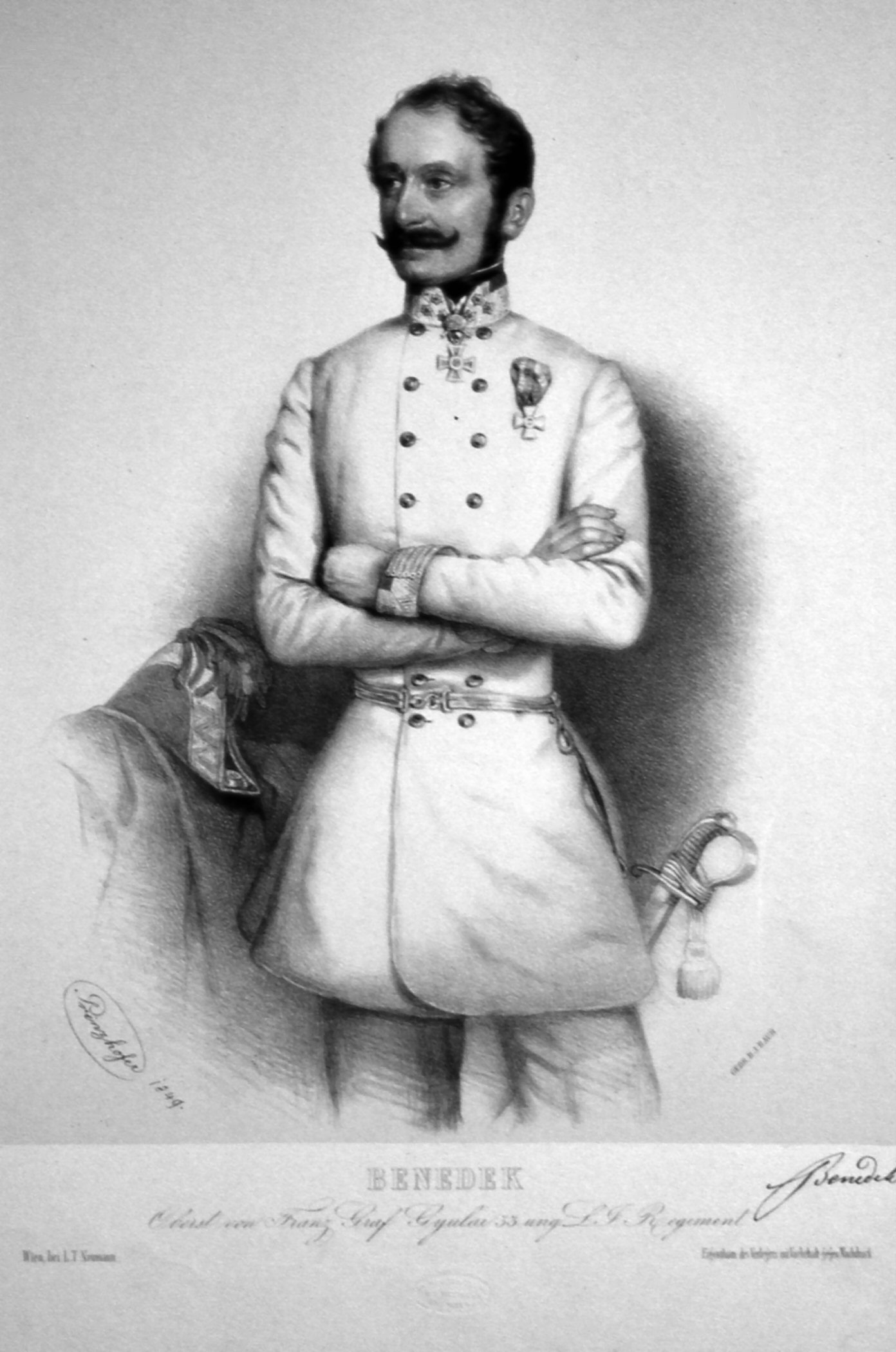
Benedek Lajost 1859-ben tüntették ki

- Anton Friedrich Mittrowsky von Mittrowitz und Nemischl (1801. október 17.)
- Joseph Freiherr von Kielmannsegg (1801. október 17.)
- Peter Anton Freiherr von Braun (1802. december 28.)
- Joseph Ritter Girtler von Kleeborn (1803. december 16.)
- Johann Ferdinand Hetzendorf von Hohenberg (1804. február 15.)
- Joseph Haydn (1804. április 1.)
- Vincenz Peter Anton Guldener von Lobes (1805. január 4.)
- Louis Joseph Montoyer (1805. szeptember 25.)
- Rudolf Graf Wrbna von Freudenthal (1806. január 16.)
- Joseph von Sonnenfels (1806. november 11.)
- Leopold Ignaz Freiherr von Haan (1809. november 15.)
- Ferdinand Graf von Bissingen-Nippenburg (1810. január 2.)
- Augustin Reichmann Freiherr von Hochkirchen (1810. január 2.)
- Ferdinand Freiherr Fechtig von Fechtenberg (1810. május 4.)
- Philipp Graf Edling (1810 október 6.)
- Heinrich Joseph Watteroth (1810)
- Joseph Preindl (1813. augusztus 12.)
- Klemens Wenzel Lothar von Metternich (1813. október 24.)
- Karl Philipp zu Schwarzenberg (1813. október 24.)
- Bernhard Joseph Ritter Anders von Porodim (1816. május 16.)
- Sartory József (1818. május 22.)
- Joseph Seipelt (1829. április 23.)
- Johann Christian Schiffner (1834. szeptember 22.)
- Ignaz Franz Castelli (1835. február 5.)
- Leopold Ritter von Prosky (1836. március 10.)
- Franz Anton von Kolowrat-Liebsteinsky (1839. április 2.)
- Johann Talatzko Freiherr von Gestieticz (1840. február 12.)
- Johann Joseph Knolz (1840. december 10.)
- Joseph Freiherr von Spaun (1841. május 18.)
- Maximilian Freiherr von Wimpffen (1841. július 8.)
- Joseph Graf Sedlnitzky von Choltitz (1842. március 24.)
- Anton Gilbert Edler von Seydel (1842. július 6.)
- Paul Sprenger (1842. október 24.)
- Josef Baumgartner (1842. október 24.)
- Franz von Hartig (1842. november 15.)
- Salomon Rothschild (1843. február 9.)
- Bartholomäus von Stürmer (1843. április 14.)
- Karl Graf Inzaghi (1843. április 20.)
- Franz von Pillersdorf (1843. április 20.)
- Franz Seraphim Graf Kuefstein (1843. július 4.)
- monyorókeréki gróf Erdődy György (1843. november 7.)
- Id. erdődi gróf Pálffy-Daun Lipót Nándor (1844. május 14.)
- Franz Buffa Freiherr von Lilienberg und Castellalt (1845 augusztus 4.)
- Johann Freiherr Krticzka von Jaden (1845. augusztus 30.)
- Johann Joseph von Prechtl (1846. november 9.)
- Ludwig von Schwanthaler (1847. február 3.)
- Adam Burg (1847. május 20.)
- Anselm Salomon Freiherr von Rothschild (1847. augusztus 2.)
- Johann Adolf Fürst zu Schwarzenberg (1848. február 26.)
- Joseph Wenzel Radetzky (1848. augusztus 7.)
- Josip Jelačić (1849. szeptember 4.)
- Julius Jacob von Haynau (1849. szeptember 4.)
- Franz Josef Fürst von Dietrichstein zu Nikolsburg (1850. január 25.)
- Felix Fürst zu Schwarzenberg (1851. január 7.)
- Maximilian Graf O'Donnell von Tyrconell (1853. február 19.)
- Heinrich von Heß (1855. december 18.)
- Karl Ferdinand Graf Buol-Schauenstein (1856. április 29.)
- Karl Freiherr von Krauß (1859. április 8.)
- Johann Kempen (1859. november 4.)
- Benedek Lajos (1859. november 4.)
- Franz Freiherr von Sommaruga (1860. július 18.)
- Anton von Schmerling (1861. március 8.)
- Karl Wilhelm Fürst von Auersperg (1862. február 18.)
- Franz Freiherr von Hein (1862. február 18.)
- Franz Grillparzer (1863. december 29.)
- Anastasius Grün (1864. április 8.)
- Ludwig Freiherr von Gablenz (1864. november 22.)
- Josef Fürst Colloredo-Mansfeld (1867. január 25.)
- Friedrich Ferdinand Graf Beust (1867. december 21.)
- Matthias Constantin Graf Wickenburg (1870. január 18.)
- Georg Sigl (1870. február 11.)
- Carl Giskra (1870. szeptember 15.)
- Eduard Suess (1873. október 17.)
- Ernst Karl von Hoyos-Sprinzenstein (1873. október 17.)
- Karl Freiherr von Rokitansky (1874. január 8.)
- Josef Hyrtl (1874. március 17.)
- Franz Ritter von Khunn (1875. február 4.)
- Josef Ritter von Führich (1875. február 12.)
- Josef Klucky (1876. augusztus 29.)
- Cajetan Freiherr von Felder (1878. július 5.)
- Heinrich Freiherr von Ferstel (1879. április 21.)
- Ludwig August Frankl von Hochwart (1880)
- Ignaz Kuranda (1881. március 22.)
- Adolf Ignaz Mautner Ritter von Markhof (1881. június 24.)
- Eduard von Bauernfeld (1882. május 22.)
- Friedrich Freiherr von Schmidt (1883. szeptember 6.)
- Johann Wilczek (1883. szeptember 11.)
- Theophil Hansen (1883. december 21.)
- Rudolf Eitelberger von Edelberg (1885. március 3.)
- Anton Freiherr Hye von Glunek (1886. május 25.)
- Alfred Ritter von Arneth (1887. június 10.)
- Leopold Hasner von Artha (1889 június 25.)
- Ludwig Lobmeyr (1889. július 25.)
- Eduard Ritter von Uhl (1889. november 14.)
- Nikolaus Dumba (1890. július 25.)
- Karl Lueger (1900. július 3.)

### 20. század (1901–2000)

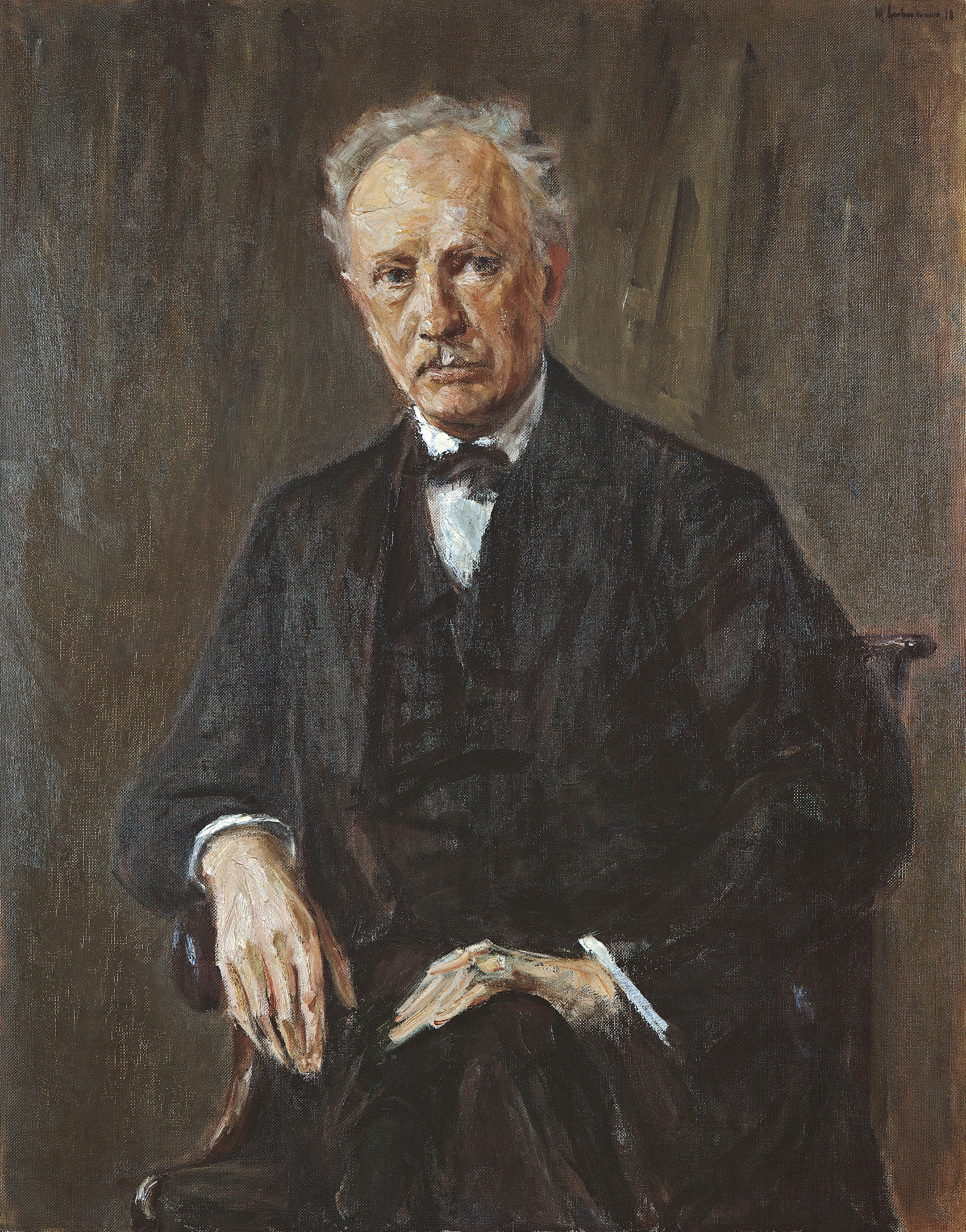
Richard Strauss 1924-ben lett a város díszpolgára

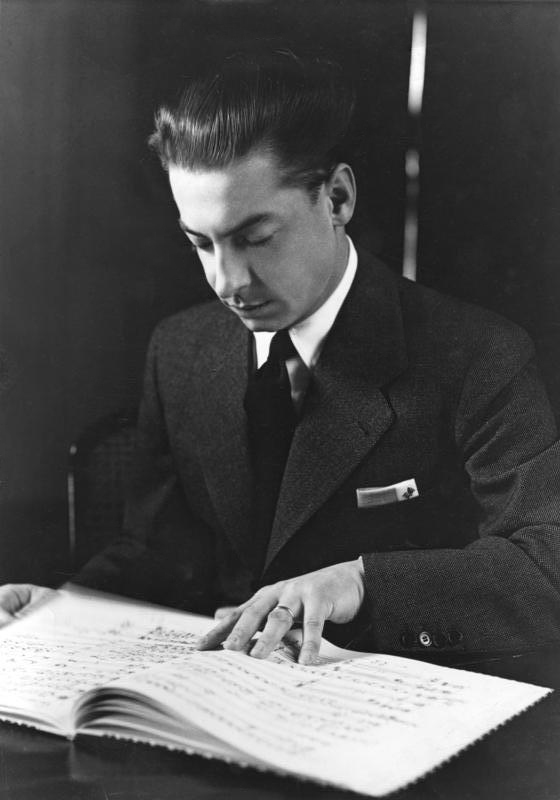
Herbert von Karajan 1978-ban lett díszpolgár

- Heinrich Ritter von Wittek (1905. május 5.)
- Aloys von und zu Liechtenstein (1906. november 23.)
- Richard Graf von Bienerth-Schmerling (1916. március 28.)
- Richard Weiskirchner (1916. május 2.)
- Ottokar Czernin (1918. május 2.)
- Jakob Reumann (1923. december 21.)
- Franz Klein (1924. április 11.)
- Richard Strauss (1924. május 16.)
- Karl Seitz (1929. szeptember 6.)
- Leopold Kunschak (1946. november 8.)
- Theodor Körner (1948. április 23.)
- Karl Renner (1948. október 28.)
- Adolf Schärf (1955. április 15.)
- Johann Böhm (1958. november 21.)
- Oskar Kokoschka (1961. február 10.)
- Julius Raab (1961. március 10.)
- Franz Jonas (1961. április 21.)
- Franz König (1968. október 25.)
- Bruno Marek (1970. január 22.)
- Robert Stolz (1970. július 9.)
- Bruno Kreisky (1975. december 11.)
- Felix Slavik (1977. február 28.)
- Anton Benya (1977. június 29.)
- Herbert von Karajan (1978. április 24.)
- Karl Böhm (1978. szeptember 12.)
- Hertha Firnberg (1979. szeptember 24.)
- Ernst Krenek (1980. szeptember 26.)
- Alfred Maleta (1981. február 27.)
- Bruno Pittermann (1981. február 27.)
- Rosa Jochmann (1981. július 2.)
- Konrad Lorenz (1983. február 18.)
- Rudolf Sallinger (1984. február 24.)
- Elias Canetti (1985. április 26.)
- Fritz Hochwälder (1986. február 28.)
- Rudolf Kirchschläger (1986. október 24.)
- Leonard Bernstein (1987. december 10.)
- Gottfried von Einem (1988. január 29.)
- Rudolf Pöder (1990. december 6.)
- Gertrude Fröhlich-Sandner (1993)
- Karl Dittrich (1993)
- Viktor Emil Frankl (1995. június 20.; Á: 1995. október 16.)[1][2]
- Leopold Gratz (1995)
- Helmut Zilk (1995)
- Hans Mayr (Á: 1995. szeptember 8.)[3]
- Simon Wiesenthal (1995. június 20.; Á: 1995. december 6.)[1][4]
- Maria Schaumayer (1996. augusztus 9.)
- Karl Fellinger (1997. május 30.)
- Max Weiler (1999. december 17.; Á: 2000. március 7.)[5]
- Billy Wilder (2000. szeptember 29.)[6]

### 21. század (2001 óta)
- Theodor Kollek (2001. május 23.)
- Eric Pleskow (Á: 2007. február 26.)[7]
- Sepp Rieder (2007. október 2.)
- Eric Hobsbawm (Á: 2008. január 21.)[8]
- Eric Richard Kandel (2008. október 8.)[9]
- Carl E. Schorske (Á: 2012. április 25.)[10]

## Fordítás
- Ez a szócikk részben vagy egészben  a   Liste der Ehrenbürger von Wien című német Wikipédia-szócikk ezen változatának fordításán alapul.  Az eredeti cikk szerkesztőit annak laptörténete sorolja fel. Ez a jelzés csupán a megfogalmazás eredetét és a szerzői jogokat jelzi, nem szolgál a cikkben szereplő információk forrásmegjelöléseként.